# Practice What You Preach (Testament)
Practice What You Preach è il terzo album in studio dei Testament.

## Tracce
Testi di Testament, musiche di Testament.
1. Practice What You Preach – 4:54
2. Perilous Nation – 5:50
3. Envy Life – 4:16
4. Time Is Coming – 5:26
5. Blessed in Contempt – 4:12
6. Greenhouse Effect – 4:52
7. Sins of Omission – 5:00
8. The Ballad – 6:09
9. Nightmare (Coming Back to You) – 2:20
10. Confusion Fusion – 3:07

## Formazione
- Chuck Billy - voce
- Eric Peterson - chitarra ritmica
- Alex Skolnick - chitarra ritmica e solista
- Greg Christian - basso
- Louie Clemente - batteria